# Welterbe auf den Malediven

Der Inselstaat Malediven im Indischen Ozean ist der Welterbekonvention 1986 beigetreten. Bislang (Stand 2017) wurde noch keine Stätte auf den Malediven in das UNESCO-Welterbe aufgenommen,
die Malediven haben jedoch bereits eine Tentativliste eingereicht.

## Tentativliste
In der Tentativliste sind die Stätten eingetragen, die für eine Nominierung zur Aufnahme in die Welterbeliste vorgesehen sind.

### Aktuelle Welterbekandidaten
Derzeit (2016) ist eine Stätte in der Tentativliste der Malediven eingetragen, die Eintragung erfolgte 2013.
Die folgende Tabelle listet die Stätten in chronologischer Reihenfolge nach dem Jahr ihrer Aufnahme in die Tentativliste (K – Kulturerbe, N – Naturerbe, K/N – gemischt).
| Bild                                     | Bezeichnung                              | Jahr | Typ | Ref. | Beschreibung |
| ---------------------------------------- | ---------------------------------------- | ---- | --- | ---- | --- |
| Korallenstein-Moscheen auf den Malediven | Korallenstein-Moscheen auf den Malediven | 2013 | K   | 5812 | 6 Moscheen: Der serielle Vorschlag enthält sechs aus Korallenstein erbaute Moscheen, darunter die bereits 1987 einzeln eingereichten Vorschläge Alte Freitagsmoschee und Eid-Moschee in Malé und Freitagsmoschee von Fenfushi sowie neu die Freitagsmoschee von Ihavandhoo, die Freitagsmoschee von Meedhoo und die Alte Moschee von Isdhoo |

### Ehemalige Welterbekandidaten
Diese Stätten standen früher auf der Tentativliste, wurden jedoch wieder zurückgezogen oder von der UNESCO abgelehnt. Stätten, die in anderen Einträgen auf der Tentativliste enthalten oder Bestandteile von Welterbestätten sind, werden hier nicht berücksichtigt.
| Bild              | Bezeichnung                 | Jahr      | Typ | Ref. | Beschreibung |
| ----------------- | --------------------------- | --------- | --- | ---- | --- |
| Utheemu Ganduvaru | Utheemu Ganduvaru (Lage)    | 1987–1996 | K   |      | Residenz von Sultan Muhammad Thakurufaanu Al Auzam und weiterer Mitglieder der von ihm begründeten Utheemu-Dynastie (1573–1697) auf der Insel Utheemu des Thiladhunmathi-Miladummadulhu-Atolls in Haa Alif |
| BW                | Vadhoo Hukuru Miskiy (Lage) | 1987–1996 | K   |      | Moschee auf der Insel Vadhoo im Raa-Atoll, nicht in dem 2013 neu eingereichten seriellen Vorschlag enthalten.                                                                                              |